# Laing’s Nek-i csata
A Laing’s Nek-i csata az első búr háború egyik fontos összecsapása volt. Az ütközet 1881. január 28-án Natal északi csúcsának és Transvaal Köztársaság határának közelében zajlott. A csatában a hazájukat védelmező búrok győztek, ezzel megfordították a háború menetét és biztosították a későbbi győzelmüket.

## Előzmények
A brit főbiztos Délkelet-Afrikában, Sir George Pomeroy Colley vezérőrnagy volt, aki minél előbb győzni akart a búrok ellenében. Sietségében nem várta meg a további brit erősítést, mivel úgy vélte, hogy a búrokat egy gyors rohammal meglepheti és ezért támadást indított. A fenyegető búr csapatösszevonások és csapatmozgások alapján látta indokoltnak ezt a gyors cselekvést. A mély benyomulással viszont Colley azt érte el, hogy az útvonal közte és a többi angol hadtest között meghosszabbodott és az utánpótlás is később ért el hozzá. Ez módot adott a szétszórtan operáló búr gerilláknak, hogy az utánpótlást eredményesen zaklassák és a brit katonaság állományát tovább tizedeljék, így igen elhúzódott az angol erők egyesülése.

## A hadseregek állapota

### Az Egyesült Királyság csapatai
A brit gyalogság piros zakót és kék nadrágot viselt. A legfontosabb gyalogsági fegyver a Martini-Henry egylövetű puska volt. Ezt a puskát egy hosszú bajonettel szerelték fel. A királyi tüzérség, díszes kék egyenruhát viselt. Az 1200 fős angol sereg parancsnoka George Pomeroy Colley vezérőrnagy volt. A hadseregét elsősorban közelharcra készítette fel, mert tudta hogy a búrok nagy távolságra lövő fegyvereik és vadászpuskáik miatt így sebezhetőek.

### A búrok csapatai
A 3000 fős búr hadsereg gerincét a polgári milícia alkotta, ezért nem volt egyenruha mindenki abban harcolt amiben tudott. A legtöbb ruha viszont barnás, vagy egyéb sötét színű volt, ezzel pedig a búr harcosok könnyen be tudtak olvadni az őket körülvevő szavanna színébe, így messziről gyakorlatilag láthatatlanok az angolok számára. Fő fegyverük a nagy lőtávolságú vadászpuska volt. A búr hadseregből hiányzott a tüzérség, míg az angolok több ágyúval is rendelkeztek. A búrok hadereje két részből - lövészekből és pónilovasokból - állt. Seregüket Piet Joubert búr tábornok vezette.

## A csata menete
Colley erejét Newcastle Natal közelében összpontosította és ultimátumot küldött a búroknak, amelyben azonnali megadásra szólított fel őket. A búrok elutasították azt és Colley ekkor megindította csapatait.
Colley tüzérsége január 28-a reggelén tűz alá vette a búr állásokat. Rövid idővel később az 58. brit lovasezred lovasrohammal támadást indított, mely csak nehezen jutott el a búrok állásaihoz. A roham itt elakadt, mert a búrok távolabb álló lövészei olyan hatékonyan lőtték a lovasságot, hogy azok emiatt nagy veszteségeket szenvedtek és visszavonulásra kényszerültek.
A csatát végül a búr lövészek hatékonysága fordította a búrok javára. Az angol parancsnok az őket ért veszteségek hatására elrendelte a visszavonulást. Ez már nem mentette meg azt a közel száz brit katonát, akik az ütközet során estek el.
A búrok vesztesége ebben a csatában 14 halott volt, ez a legnagyobbnak számított, amit az egész háború alatt egyetlen csatában veszítettek.